# Piero Manzoni

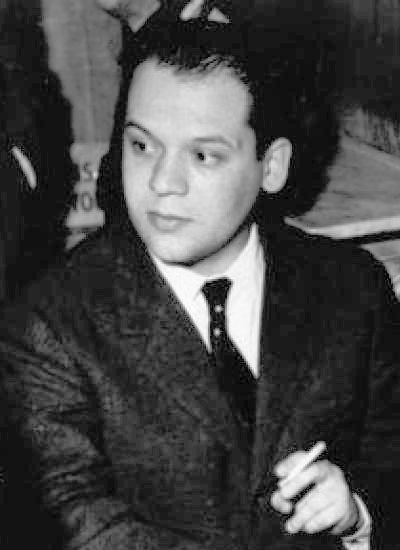
Piero Manzoni.

Piero Manzoni, född 13 juli 1933 i Soncino, död 6 februari 1963 i Milano, var en italiensk konstnär. Piero Manzoni är mest känd för sina ironiska och konceptuella konstverk. 
År 1961 förfärdigade Piero Manzoni 90 stycken konservburkar med etiketten "Merda d'Artista", som betyder konstnärens skit. Varje 30-grams burk prissattes efter vikt baserat på dåtidens guldvärde. Ingen vet om det verkligen är Piero Manzonis avföring i burkarna eftersom öppnandet av en burk skulle förstöra konstverket och därmed också dess värde.
Manzoni har även gjort en serie med streck inkapslade i burkar varav det längsta var 7 200 meter.
Manzoni avled av en hjärtinfarkt, 29 år gammal.

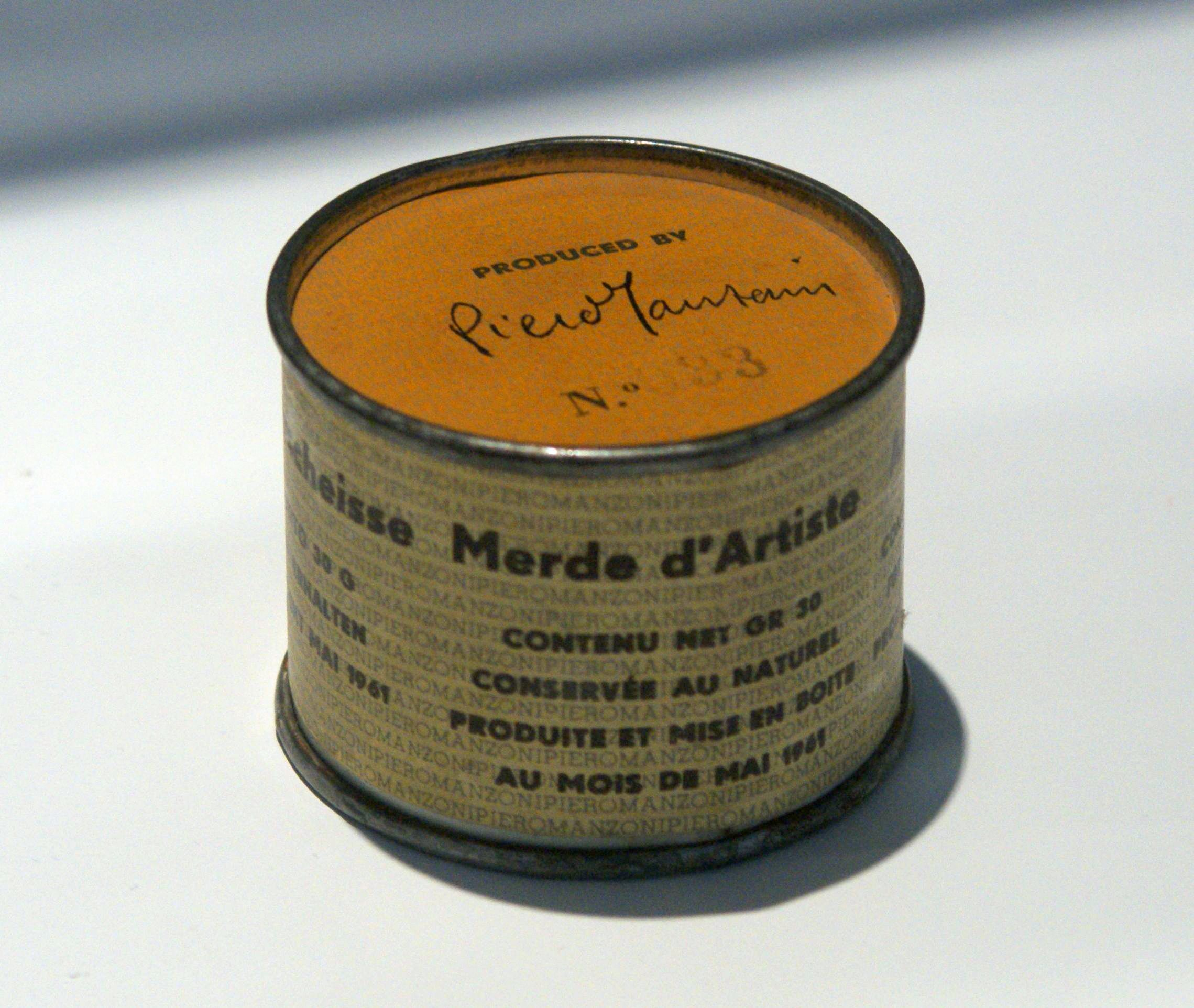
Merda d'Artista 1961.